# 九三学社山西省委员会
九三学社山西省委员会，简称九三学社山西省委、九三山西省委、山西九三学社，是九三学社在山西省的地方组织。